# Ichneumon latimodjongis
Ichneumon latimodjongis là một loài tò vò trong họ Ichneumonidae.